# Delliehausen
Delliehausen ist ein Ortsteil der Stadt Uslar mit etwa 520 Einwohnern. Er besteht aus dem Dorf Delliehausen und der Siedlung Haje.

## Lage

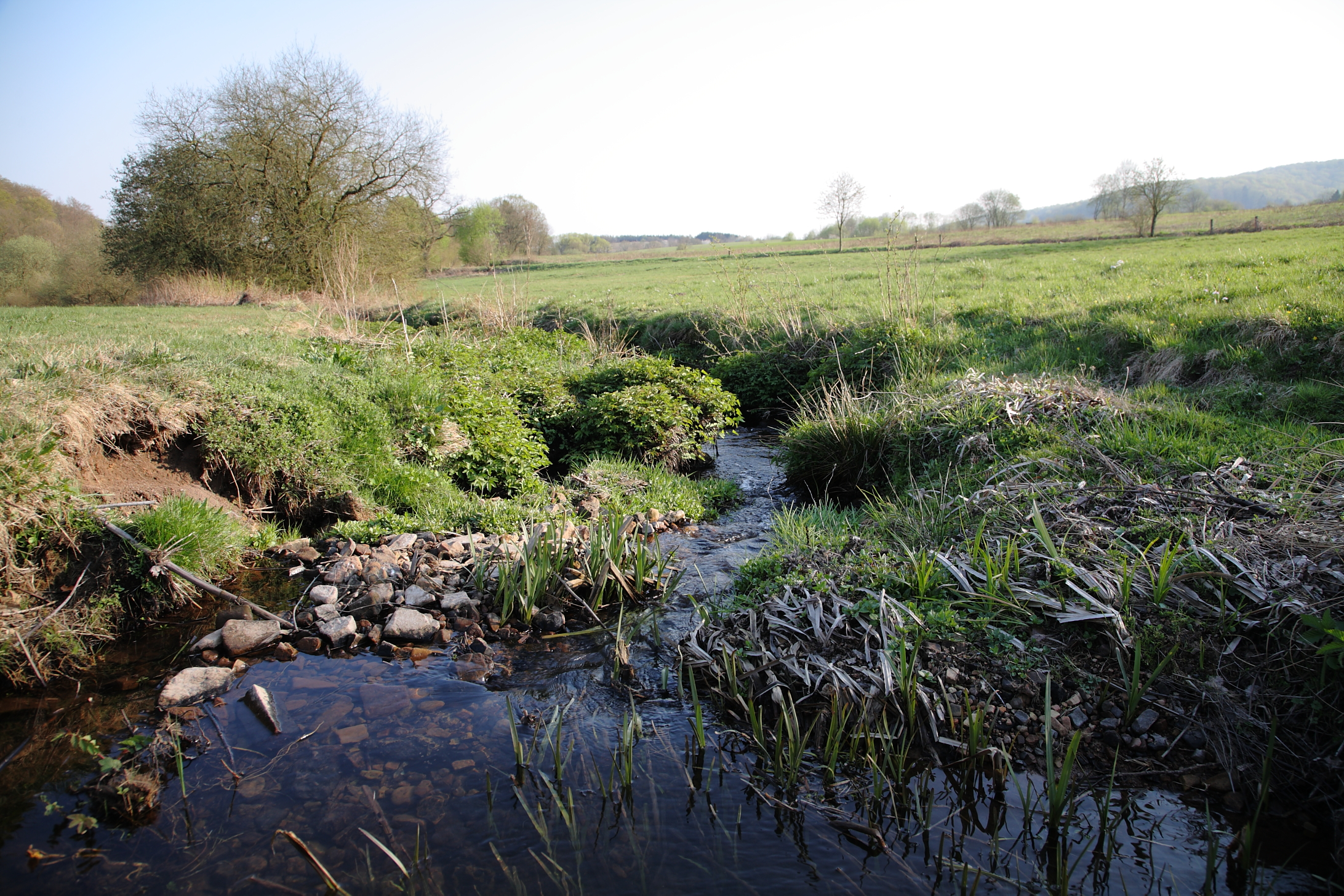
Der Rehbach am Rande der Wüstung Röbbeck

Der Ort liegt an den südlichen Ausläufern des Sollings auf einer Höhe von etwa 250 m ü. NN im Tal des Rehbachs. Die Kernstadt von Uslar liegt 12 Kilometer westlich, die Kreisstadt Northeim 25 Kilometer östlich, Göttingen 20 Kilometer südöstlich und die niedersächsische Landeshauptstadt Hannover gut 73 Kilometer nördlich (alle Angaben in Luftlinie).
Das Kfz-Kennzeichen des im Landkreis Northeim gelegenen Dorfes ist NOM und die Postleitzahl lautet 37170.

## Geschichte

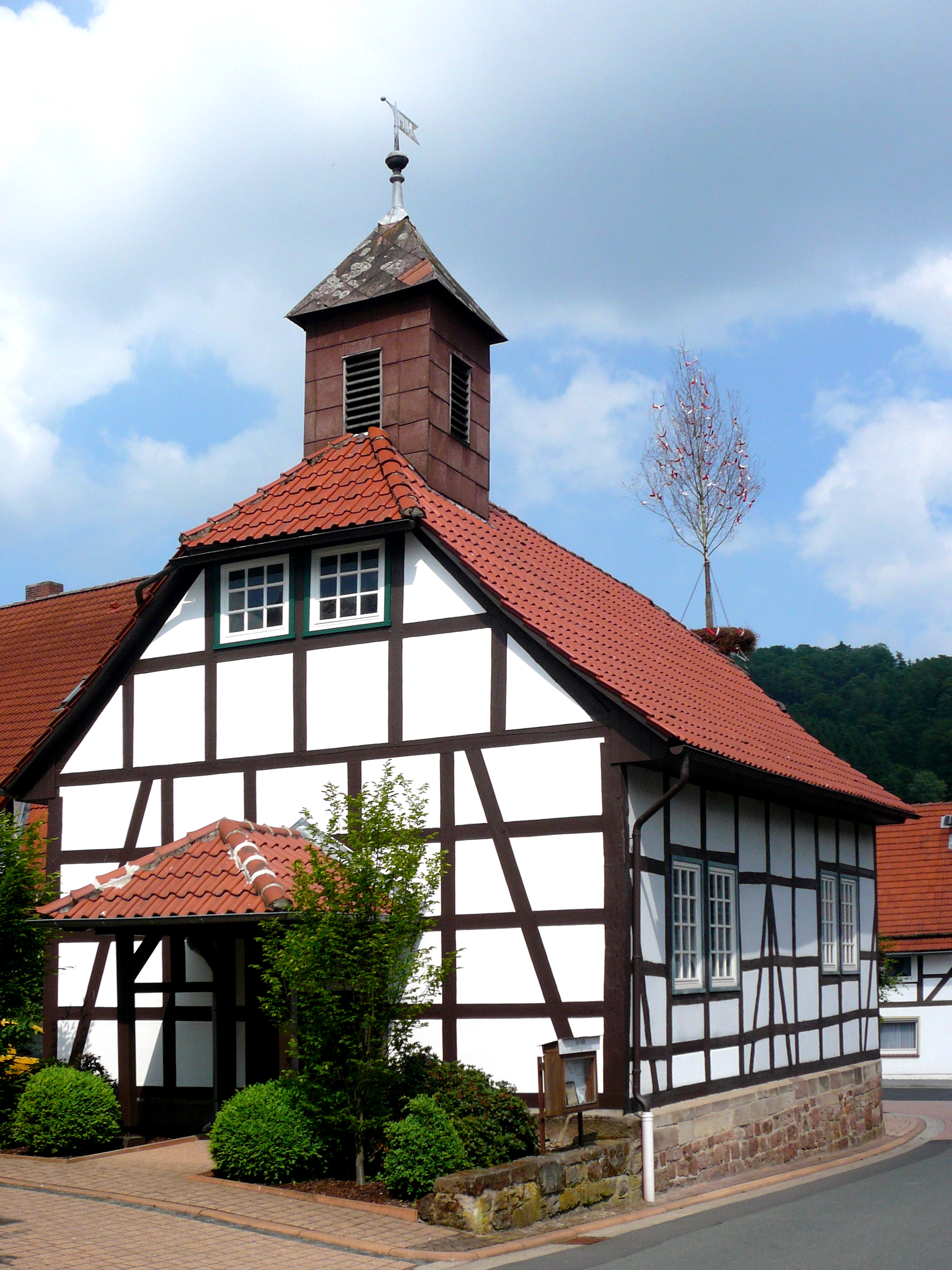
Fachwerkkapelle von 1748

Das Gebiet um den Ort war schon in der Steinzeit besiedelt, was einige Waffenfunde belegen. Im Jahre 1293 wurde Delliehausen erstmals sicher in einer Urkunde erwähnt, in der Ludolf V. von Dassel seinen Besitz in Deligehusen dem Kloster Steina schenkt. Eine frühere Erwähnung eines Ortes Daillanhus in der Vita Meinwerci kann nicht sicher dem heutigen Ort Delliehausen zugeordnet werden. Delliehausen gehörte zur Grundherrschaft des Klosters Steina, ging aber 1366 an die Herzöge von Braunschweig über, die hier ein herrschaftliches Vorwerk mit umfangreichem Landbesitz errichteten. Delliehausen war hauptsächlich ein Waldarbeiter- und Köhlerdorf,  wovon noch heute ein museal betriebener Kohlenmeiler zeugt und was sich im Wappen niedergeschlagen hat.
Im Jahre 1585 wohnten in „Dellinghusen“ 41 Familien, 3 Ackerleute, 21 Kötner und 7 Häuslinge. Nach der topographischen Landesaufnahme des Kurfürstentums Hannover 1764/86 hat der Ort etwa 35 Haushalte. Die Häuser lagen zu beiden Seiten des Rehbachs.
Um 1800 wurde das Vorwerk aufgelöst. Von dem heutigen Ortsteil Haje (1810 zur Besiedlung freigegeben) war nur das Forsthaus verzeichnet. Die sogenannte „Neustadt“ entstand erst hundert Jahre später um das Jahr 1900 südlich des alten Dorfes an der Straße nach Volpriehausen.
Von 1885 bis 1911 wurde nahe dem Ort im Tagebau Braunkohle bis in ca. 50 Meter Tiefe abgebaut. Aus diesem Tagebau ist der heutige Bergsee entstanden. Seit dem 1. März 1974 ist die vorher selbständige Gemeinde ein Ortsteil der damals neu gegründeten Großgemeinde Uslar.

## Ortsrat
Delliehausen hat einen siebenköpfigen Ortsrat, der seit der Kommunalwahl 2021 ausschließlich von Mitgliedern der „Delliehäuser Wählergemeinschaft“ besetzt ist. Die Wahlbeteiligung lag bei 54,66 Prozent.

## Infrastruktur
- Straße: Nach Delliehausen führt nur eine Nebenstraße, die in Volpriehausen von der Bundesstraße B241, die von Beverungen über Hardegsen bis Nörten-Hardenberg führt, abzweigt. Die nächsten Autobahnanschlussstellen befinden sich bei Göttingen, Nörten-Hardenberg und Northeim an der A7.
- In ca. zwei Kilometer Entfernung verläuft die Sollingbahn von Ottbergen nach Northeim. Die nächste Regionalbahnhöfe bzw. Haltepunkte befinden sich in Volpriehausen, Uslar-Allershausen bzw. Hardegsen an der Bahnlinie. In Göttingen befindet sich auch der nächstgelegene ICE/IC-Bahnhof.
- Flugverkehr: Bei Uslar findet sich ein kleiner Sportflugplatz.

## Tourismus
In Delliehausen stehen über 60 Gästebetten in einem Hotel, einer Pension und fünf Ferienwohnungen zur Verfügung.
Am Bergsee oberhalb von Delliehausen auf der Haje befindet sich ein Campingplatz.